# Фапп, Дэниел
Дэниел Л. Фапп (англ. Daniel L. Fapp; 21 апреля 1904 — 19 июля 1986) — американский кинооператор. Лауреат премии «Оскар» за лучшую операторскую работу в фильме «Вестсайдская история».

## Биография
Родился 21 апреля 1904 года в Канзас-Сити, США. С 19 лет начал работать в Paramount Pictures. Сначала был ассистентом и вторым оператором, с 1941 года начал самостоятельную карьеру кинооператора. Известен по фильмам «Один, два, три» режиссёра Билли Уайлдера, «Вестсайдская история» Джерома Роббинса и Роберта Уайза, а также по фильмам «Большой побег», «Полярная станция „Зебра“» и «Потерянные» режиссёра Джона Стёрджеса. Состоял в Американском обществе кинооператоров с 1941 года.
Умер 19 июля 1986 года в Лагуна Нигел, Калифорния.

## Избранная фильмография
- 1946 — Каждому своё / To Each His Own (реж. Митчелл Лейзен)
- 1947 — Золотые серьги / Golden Earrings (реж. Митчелл Лейзен)
- 1948 — Большие часы / The Big Clock (реж. Джон Фэрроу)
- 1950 — Станция Юнион / Union Station (реж. Рудольф Мате)
- 1950 — Не её мужчина / No Man of Her Own (реж. Митчелл Лейзен)
- 1958 — Любовь под вязами / Desire Under the Elms (реж. Делберт Манн)
- 1960 — Займёмся любовью / Let’s Make Love (реж. Джордж Кьюкор)
- 1961 — Один, два, три / One, two, three (реж. Билли Уайлдер)
- 1961 — Вестсайдская история / West Side Story (реж. Джером Роббинс, Роберт Уайз)
- 1963 — Веселье в Акапулько / Fun in Acapulco (реж. Ричард Торп)
- 1963 — Большой побег / The Great Escape (реж. Джон Стёрджес)
- 1966 — Выходные в Калифорнии / Spinout (реж. Норман Таурог)
- 1967 — Двойная проблема / Double Trouble (реж. Норман Таурог)
- 1968 — Полярная станция «Зебра» / Ice station Zebra (реж. Джон Стёрджес)
- 1968 — Сладкий ноябрь / Sweet November (реж. Роберт Эллис Миллер)
- 1969 — Потерянные / Marooned (реж. Джон Стёрджес)

## Награды и номинации
- Премия «Оскар» за лучшую операторскую работу
  - Номинировался в 1959 году за фильм «Любовь под вязами»[5]
  - Номинировался в 1960 году за фильм «Пять пенни[англ.]»[6]
  - Номинировался в 1962 году за фильм «Один, два, три»[7]
  - Лауреат 1962 года за фильм «Вестсайдская история»[7]
  - Номинировался в 1965 году за фильм «Непотопляемая Молли Браун[англ.]»[8]
  - Номинировался в 1969 году за фильм «Полярная станция „Зебра“»[9]
  - Номинировался в 1970 году за фильм «Потерянные»[10]